# That Healin’ Feelin’
That Healin’ Feelin’ (właśc. The United States of Mind Phase 1: That Healin’ Feelin’) – album studyjny amerykańskiego pianisty jazzowego Horace’a Silvera oraz współpracujących z nim w kwintecie muzyków, wydany z numerem katalogowym BST 84352 w 1970 roku przez Blue Note Records. Album ten stanowi pierwszą część trylogii The United States of Mind, wypuszczonej jako całość pod tym tytułem przez Blue Note w 2004 roku na dwóch CD (w Stanach Zjednoczonych z numerem 7243 4 73157 2 5, w Europie – 7243 8 66745 2 4).

## Powstanie
Materiał na płytę został zarejestrowany 8 kwietnia (A1-A5) i 18 czerwca (B1-B4) 1970 roku przez Rudy’ego Van Geldera w należącym do niego studiu (Van Gelder Studio) w Englewood Cliffs w stanie New Jersey. Produkcją albumu zajął się Francis Wolff.

## Lista utworów
Opracowano na podstawie materiału źródłowego.
Strona A
| Nr | Tytuł utworu           | Muzyka        | Długość |
| -- | ---------------------- | ------------- | ------- |
| 1. | „That Healin’ Feelin’” | Horace Silver | 3:53    |
| 2. | „The Happy Medium”     | Silver        | 4:56    |
| 3. | „The Show Has Begun”   | Silver        | 4:10    |
| 4. | „Love Vibrations”      | Silver        | 4:02    |
| 5. | „Peace”                | Silver        | 3:25    |
|    |                        |               | 20:26   |

Strona B
| Nr | Tytuł utworu                             | Muzyka | Długość |
| -- | ---------------------------------------- | ------ | ------- |
| 1. | „Permit Me to Introduce You to Yourself” | Silver | 3:14    |
| 2. | „Wipe Away the Evil”                     | Silver | 4:14    |
| 3. | „Nobody Knows”                           | Silver | 4:12    |
| 4. | „There’s Much to Be Done”                | Silver | 4:12    |
|    |                                          |        | 15:52   |

## Twórcy
Opracowano na podstawie materiału źródłowego.
Muzycy:
8 kwietnia 1970:
- Horace Silver – fortepian, pianino elektryczne
- Randy Brecker – trąbka, skrzydłówka
- George Coleman – saksofon tenorowy
- Bob Cranshaw – gitara basowa
- Mickey Roker – perkusja
- Andy Bey – śpiew

18 czerwca 1970:
- Horace Silver – fortepian, pianino elektryczne
- Randy Brecker – trąbka
- Houston Preston – saksofon tenorowy
- Jimmy Lewis – gitara basowa
- Idris Muhammad – perkusja
- Gail Nelson, Jackie Verdell – śpiew

Produkcja:
- Francis Wolff – produkcja muzyczna
- Rudy Van Gelder – inżynieria dźwięku